# Station Pławna
Station Pławna is een spoorwegstation in de Poolse plaats Pławna.